# Седлиська-Другі
Седлиська-Другі (пол. Siedliska Drugie) — село в Польщі, у гміні Файславиці Красноставського повіту Люблінського воєводства.